# Università Cattolica di Ávila
L’Università Cattolica di Avila è una università spagnola con sede ad Avila.

## Storia
L’ateneo viene fondato il 24 agosto 1996 dal Vescovato di Avila e grazie all'impegno delle principali forze sociali e commerciali della città.
È un'università cattolica, istituita canonicamente ai sensi dell'articolo 3.1 della costituzione apostolica Ex Corde Ecclesiae del 15 agosto 1990. Essa è civilmente protetta dall'accordo tra lo Stato spagnolo e la Santa Sede sull'educazione e gli affari culturali del 3 gennaio 1979.
Tra il 1996 e il 1998, la Junta de Castilla y León ha autorizzato l'attuazione dei corsi richiesti  e tra il 1999 e il 2001 ne ha autorizzato l'attuazione. Tra il 1999 e il 2001 sono stati ufficialmente approvati tutti i titoli dell'università, diventando così un ateneo legalmente riconosciuto. y entre 1999 y 2001 autorizó su puesta en funcionamiento. 
Nel 2021, Forbes ha incluso l'Università Cattolica di Avila tra le 20 migliori università della Spagna.

## Campus e organizzazione
L’università ha due campus.

## Dipartimenti
- Economia
- Scienze della formazione
- Diritto
- Ingegneria
- Scienze mediche